# Laminas
Laminas (ex Zend Framework) è un framework open source per lo sviluppo di applicazioni web, mantenuto dalla Linux Foundation. scritto in linguaggio PHP e rilasciato con licenza BSD.
Laminas si basa sul design pattern MVC ed è progettato con lo scopo di semplificare l'attività di sviluppo web ed agevolare la produttività mettendo una serie di librerie e componenti a disposizione della comunità PHP di alta qualità.
Il framework mantiene il suo codice sorgente su GitHub.